# Topobea
Topobea là một chi thực vật thuộc họ Melastomataceae. Chi này có các loài sau (tuy nhiên danh sách này có thể chưa đủ):
- Topobea asplundii, Wurdack
- Topobea brevibractea, Gleason
- Topobea cutucuensis, Wurdack
- Topobea eplingii, Wurdack
- Topobea induta, Markgr.
- Topobea macbrydei, Wurdack
- Topobea maguirei, Wurdack
- Topobea parvifolia, (Gleason) Almeda
- Topobea pascoensis, Wurdack
- Topobea toachiensis, Wurdack
- Topobea verrucosa, Wurdack